# Louis Baes (ingénieur)
Pour les articles homonymes, voir Louis Baes et Baes.
Louis Baes, né en 1883 à Bruxelles et mort en 1961, est un ingénieur civil des mines et professeur à la faculté des sciences appliquées de l'université libre de Bruxelles de 1906 à 1954, ainsi qu'à l'Académie royale des beaux-arts de Bruxelles.

## Biographie
Il est le fils de l'architecte Jean Baes. Il fait de nombreuses publications concernant la résistance des matériaux. Il est l'ingénieur chargé en 1935 de la construction des immenses arcs en béton du Palais 5 du Heysel.
Il est l'inventeur avec Abraham Lipski de la poutre Preflex, une poutrelle d'acier précintrée à haute limite d'élasticité, dont le brevet est déposé en 1950.

## Écrits
- Résistance des matériaux et stabilité des constructions, 1932.